# Parco Belvedere ed Eraclio Fiorani

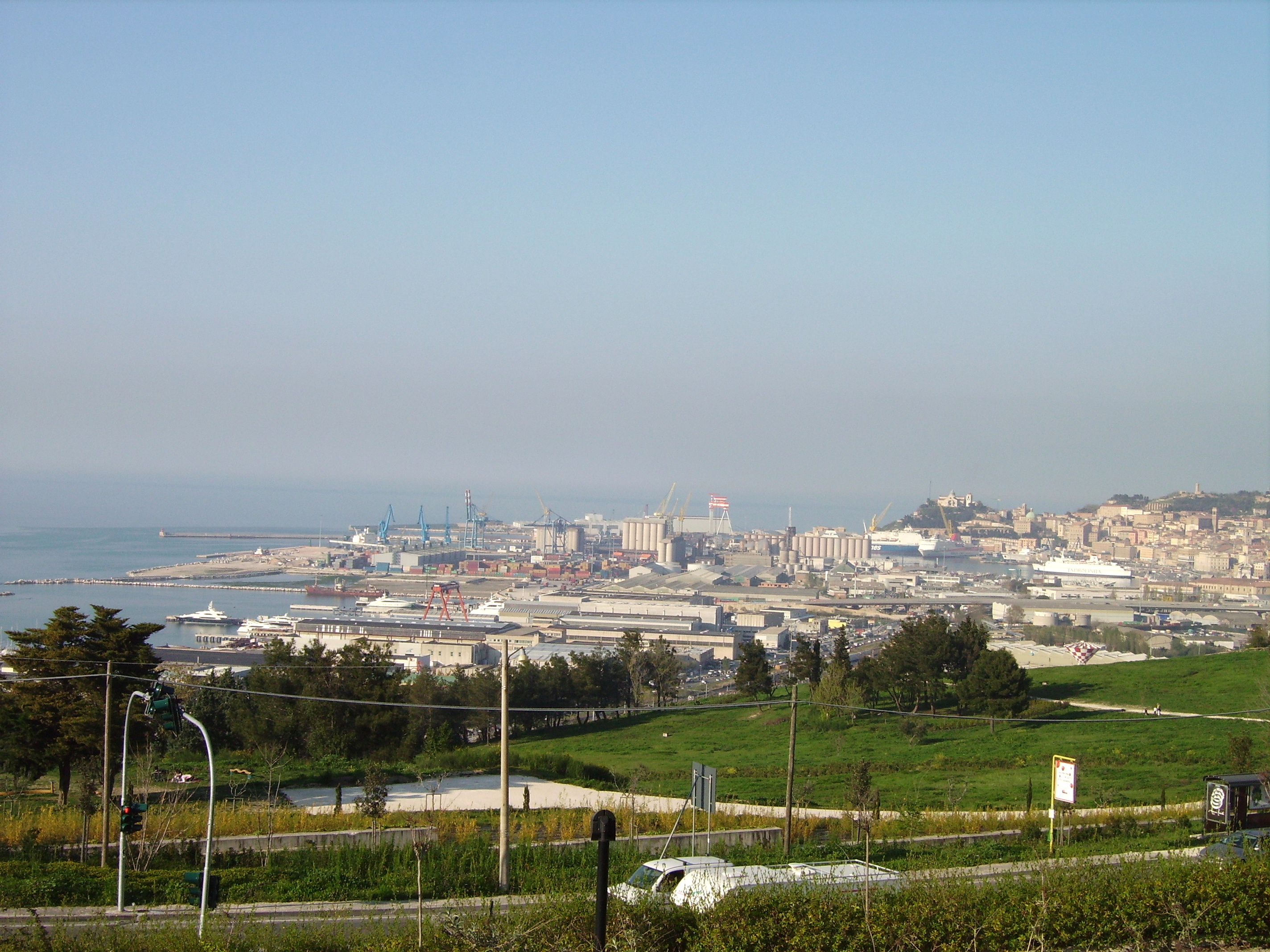
Il porto di Ancona visto dal parco Belvedere

Il parco Belvedere ed Eraclio Fiorani di Ancona si estende sul pendio affacciato sul mare compreso fra il rione della Palombella e il rione di Posatora. Si tratta in effetti di due parchi distinti: il Belvedere è piuttosto un giardino pubblico, costituisce la parte al di sopra di via Posatora, più panoramica, mentre il parco intitolato a Eraclio Fiorani, più tradizionale, occupa l'ampia area sottostante.
Il parco Belvedere è compreso nel rione di Posatora ed offre un'ottima vista sul mare, sul porto e su tutto il nucleo del centro storico della città. Una leggenda narra che proprio qui gli angeli avrebbero posato la Santa Casa, in viaggio verso Loreto, per riposarsi (da questo fatto prende il nome il rione posa et ora).
L'inaugurazione è avvenuta nel 2005, e da allora vi vengono organizzati eventi di intrattenimento nelle serate estive. Oltre al parco in sé, dove è costruito un piccolo anfiteatro moderno per gli spettacoli, interessanti sono anche la chiesa di Santa Maria Liberatrice (Ancona) del XVI secolo ed una vasta villa ottocentesca (Villa Colonnelli), in stato di abbandono, dove sostò re Vittorio Emanuele II all'indomani dell'ingresso di Ancona nel regno d'Italia.
Il parco Belvedere è sorto nei luoghi dove erano ubicati un ospedale, un polo dell'università ed una centrale di polizia. Questi edifici, insieme a molte altre palazzine, sono crollate nel 1982 a causa di una grande frana (frana “Barducci”) che ha coinvolto anche altri due rioni di Ancona sottostanti a quello di Posatora: la Palombella (di fronte al porto turistico) ed il Borghetto (quest'ultimo completamente scomparso).
In quest'area il piano di recupero prevede il collegamento pedonale dei due rioni rimasti, così da far arrivare il parco fino al porto turistico.

## Galleria d'immagini parco Belvedere

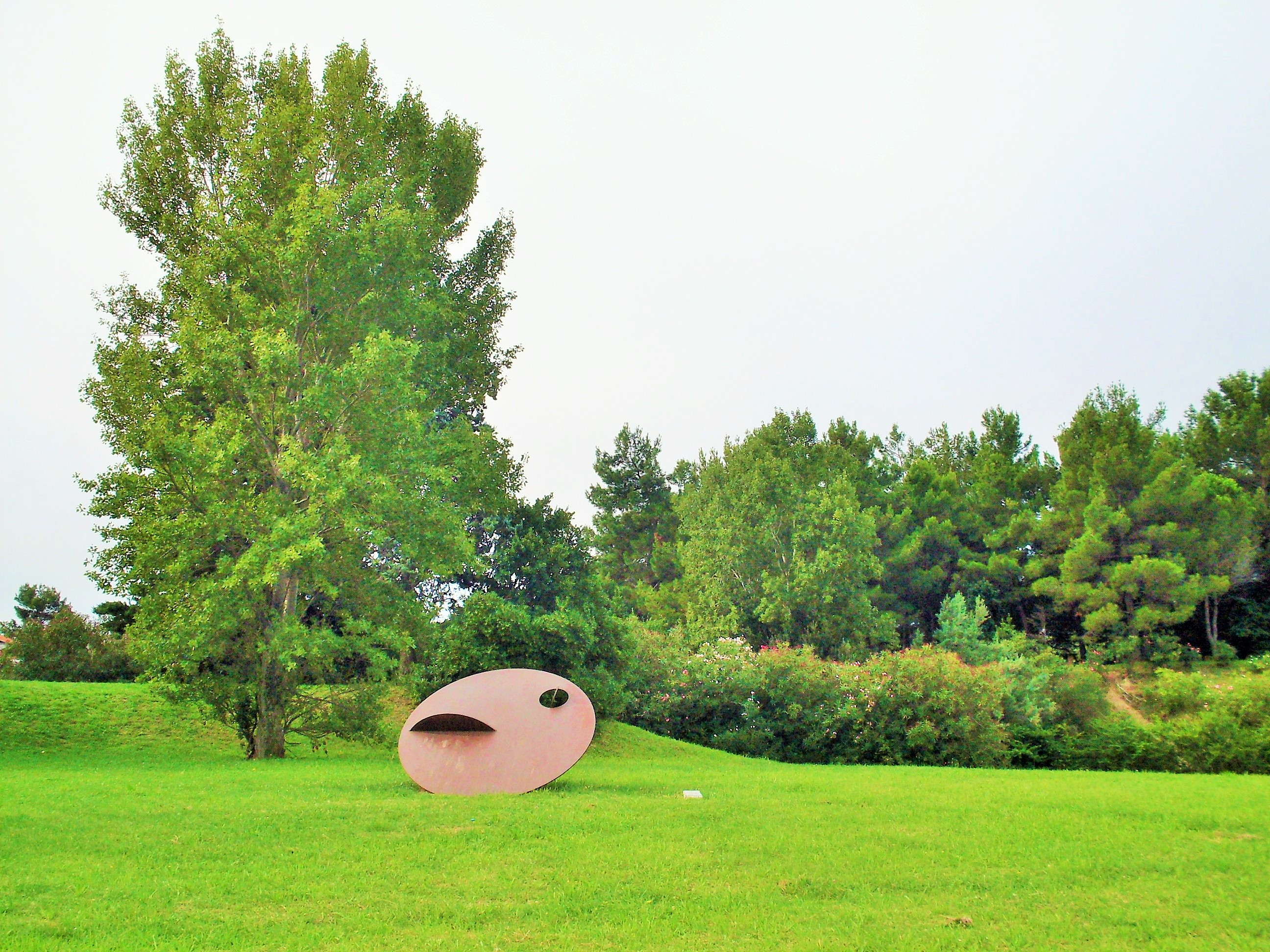
scultura vicino ingresso (autore Eliseo Mattiacci)
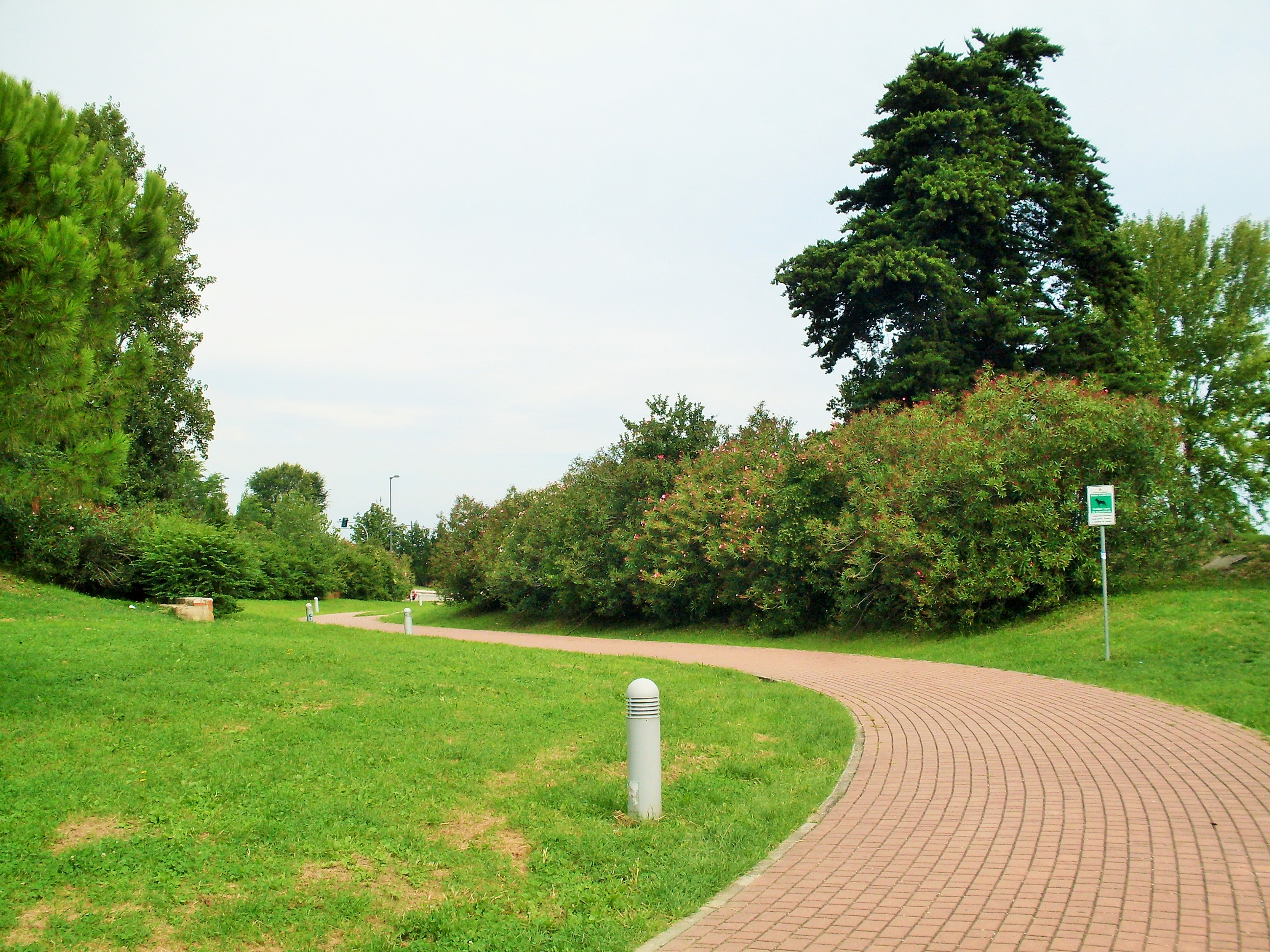
ingresso
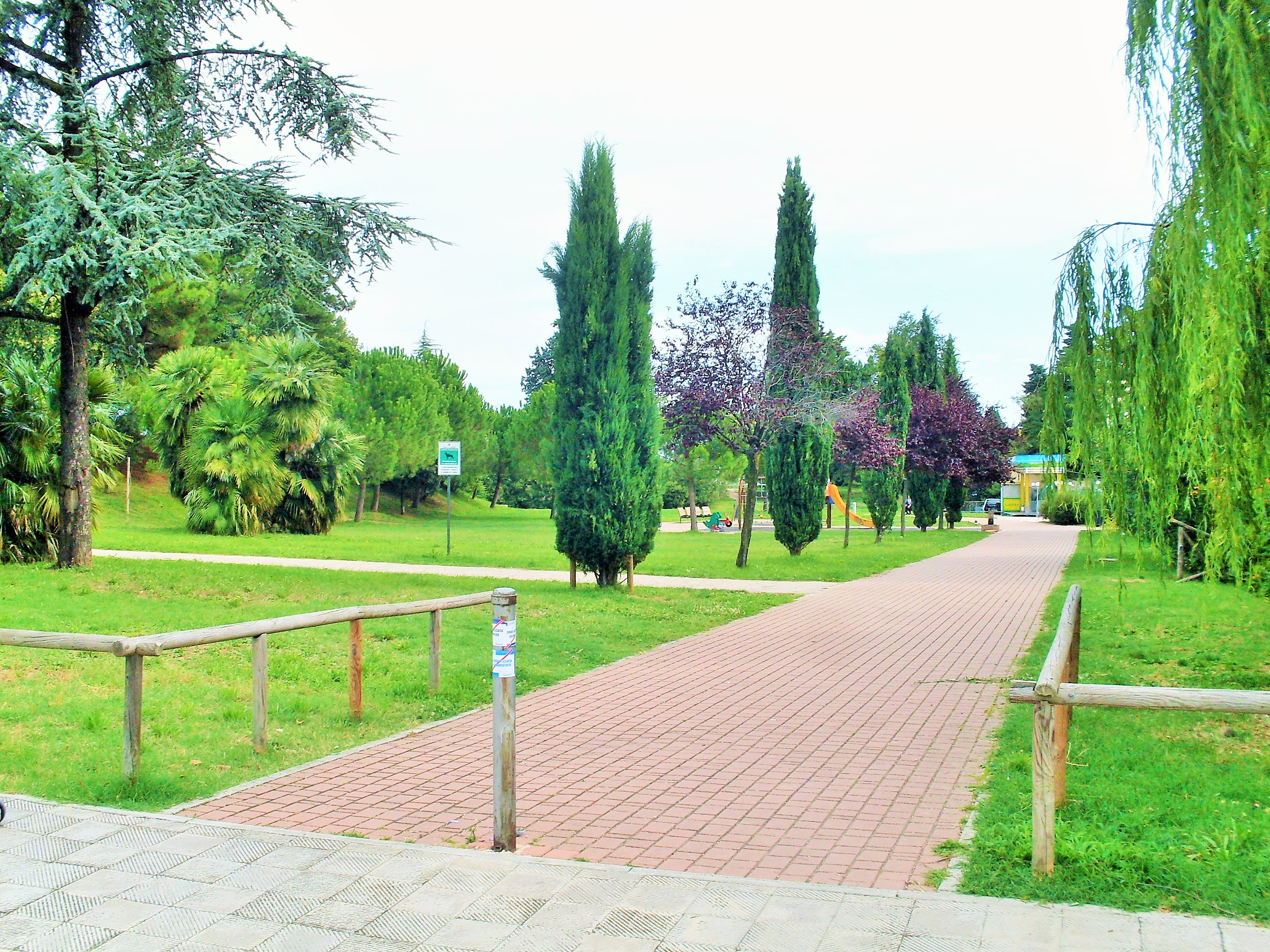
vialetto
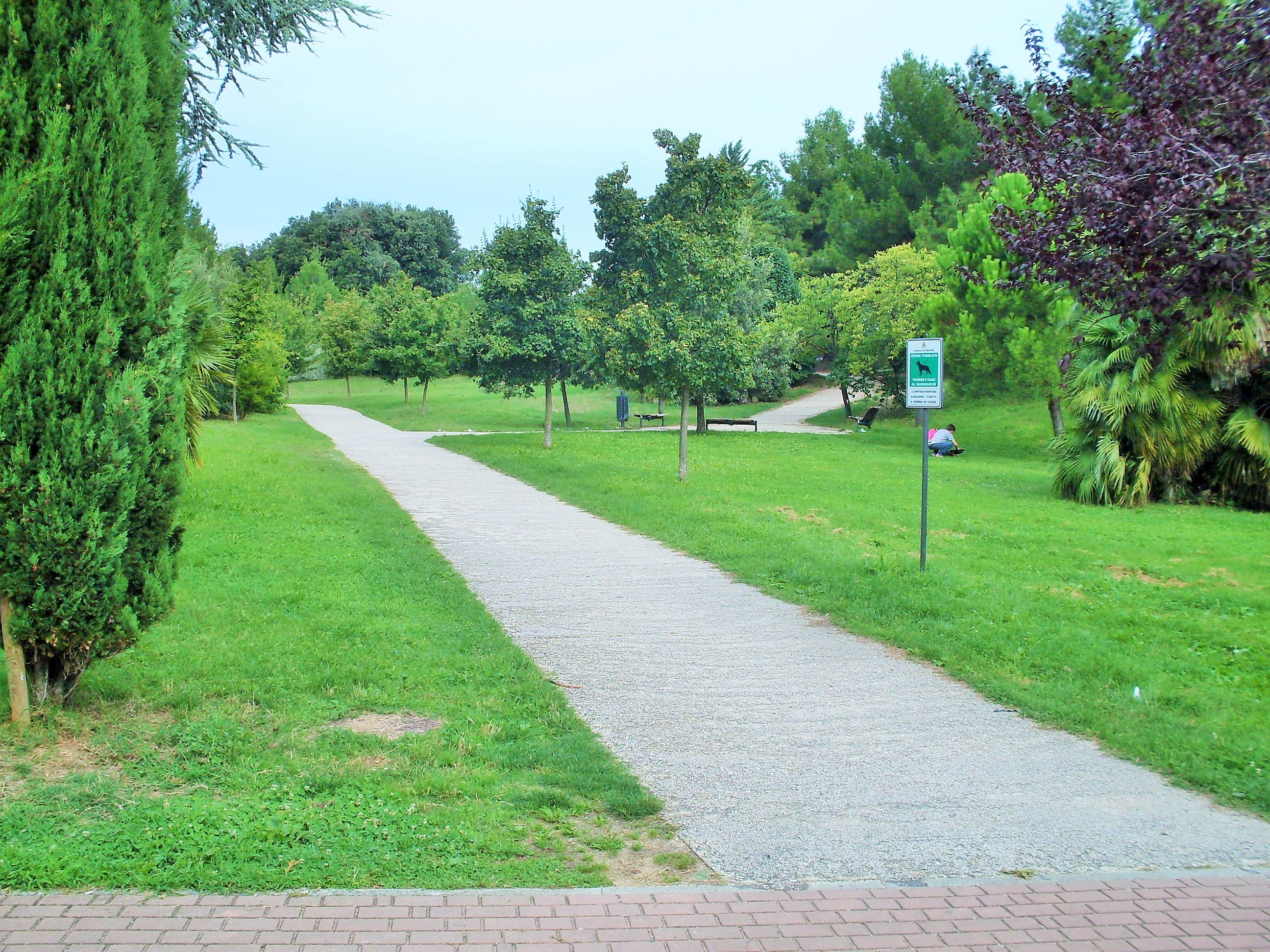
vialetto
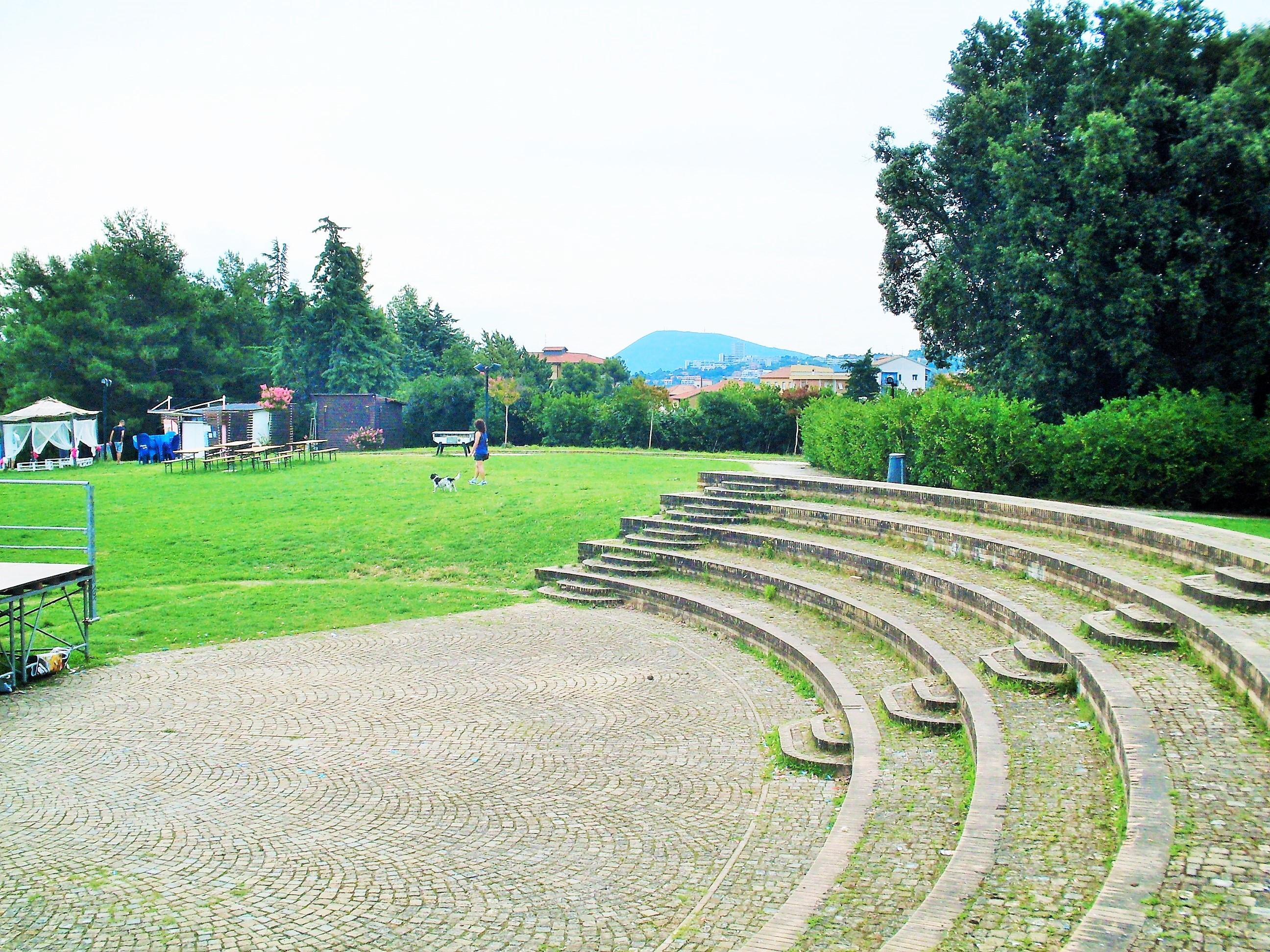
gradinate e vista monte Conero
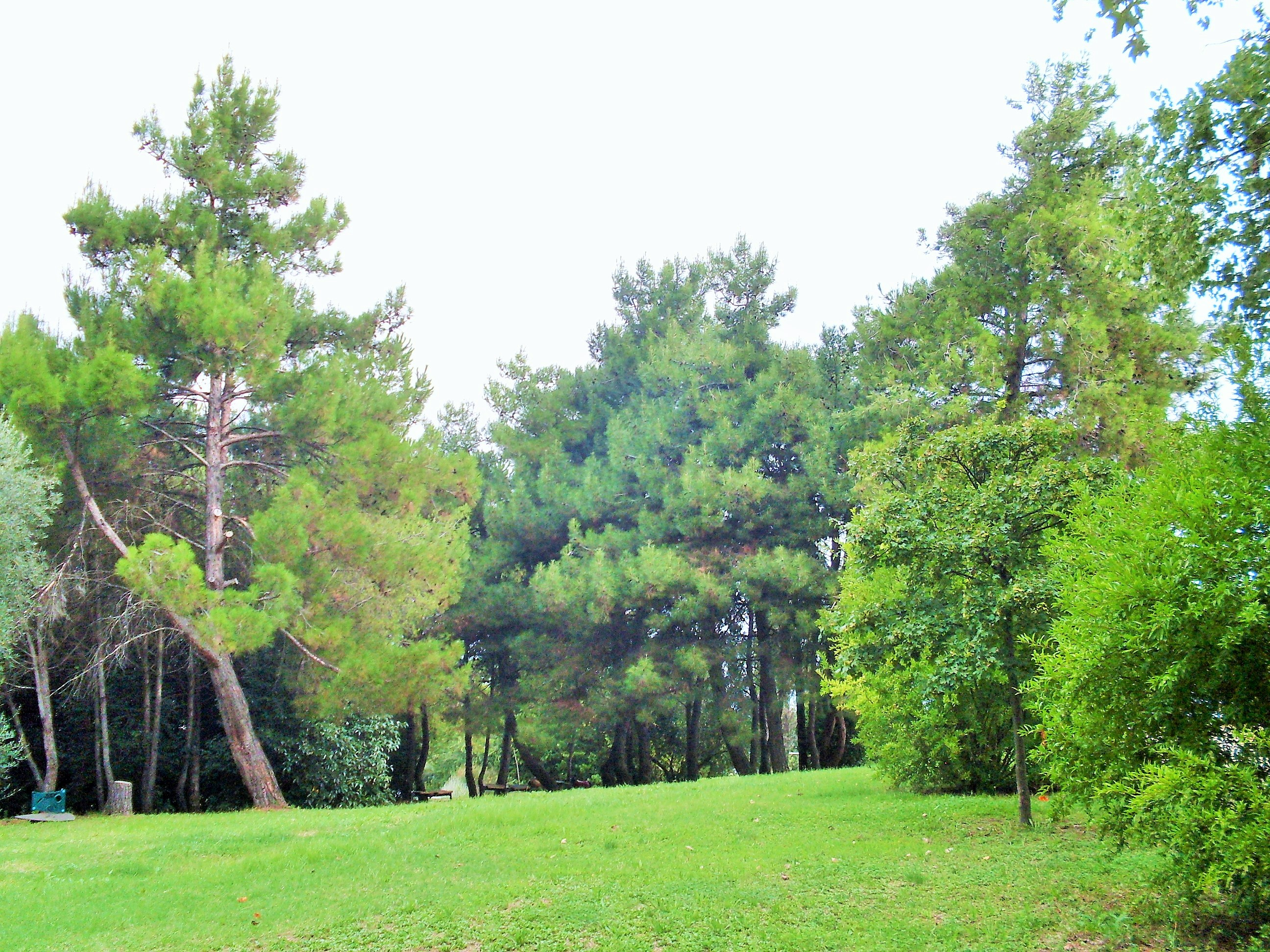
verde parco
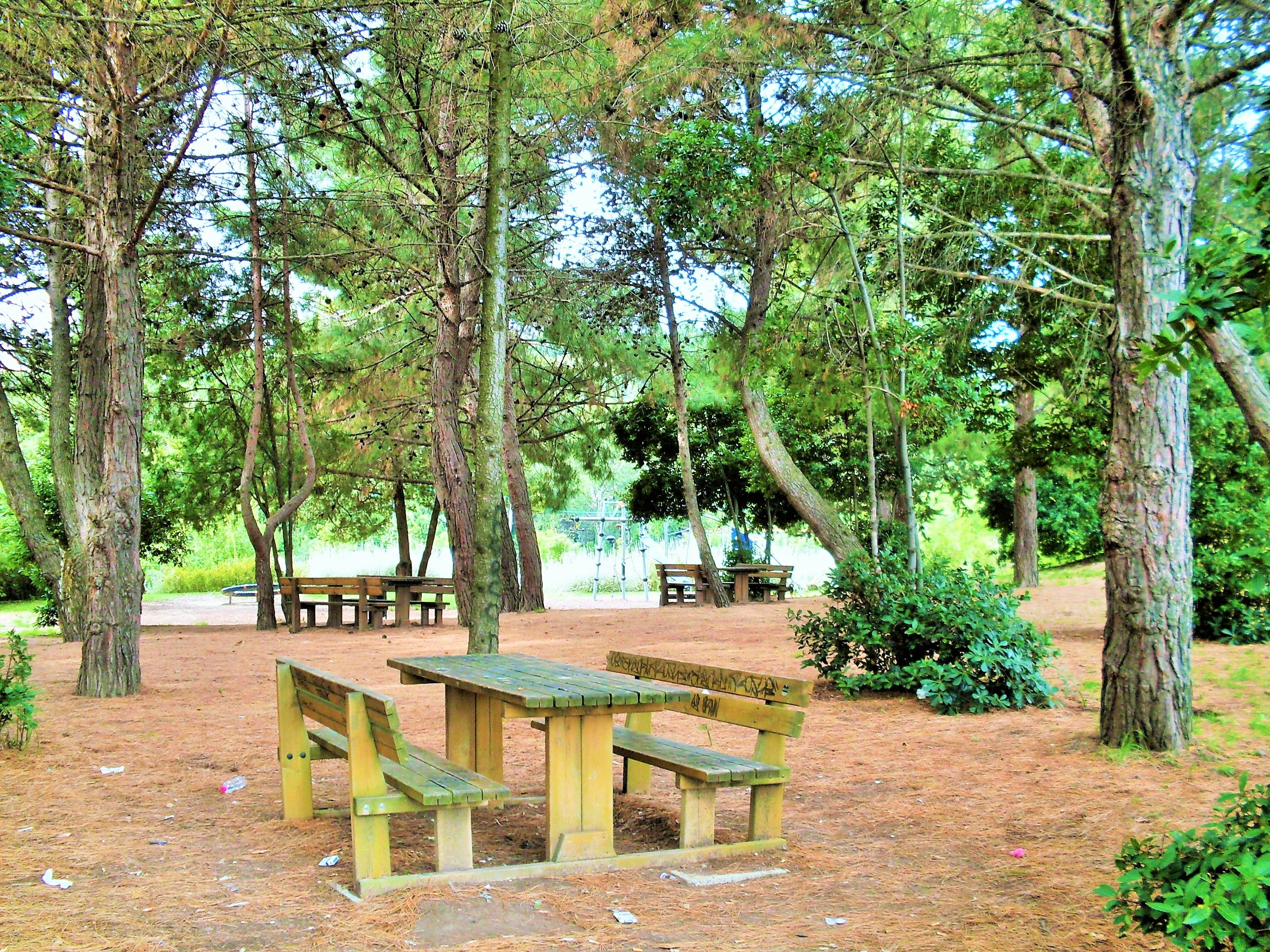
tavoli per picnic
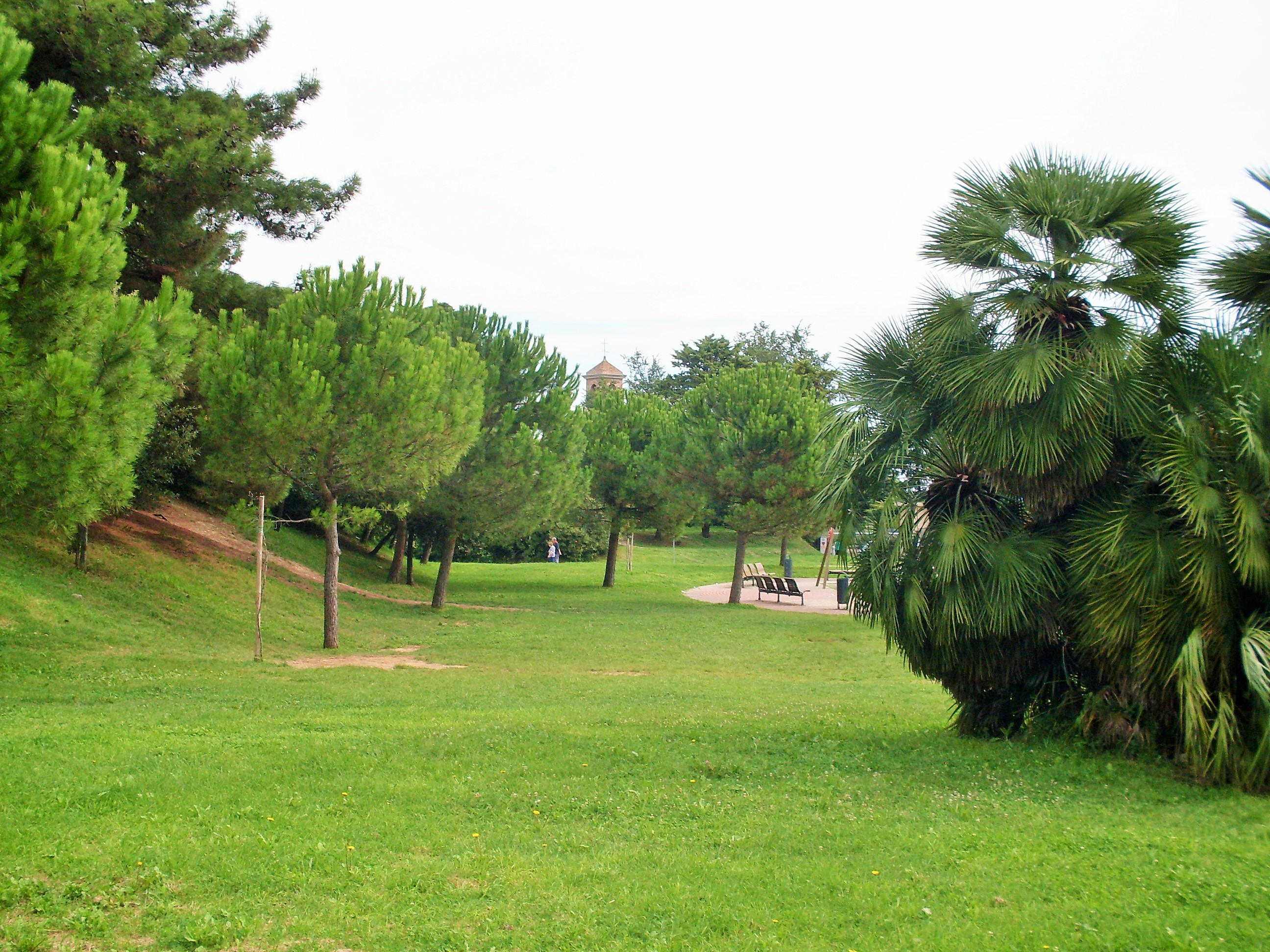
prato verde
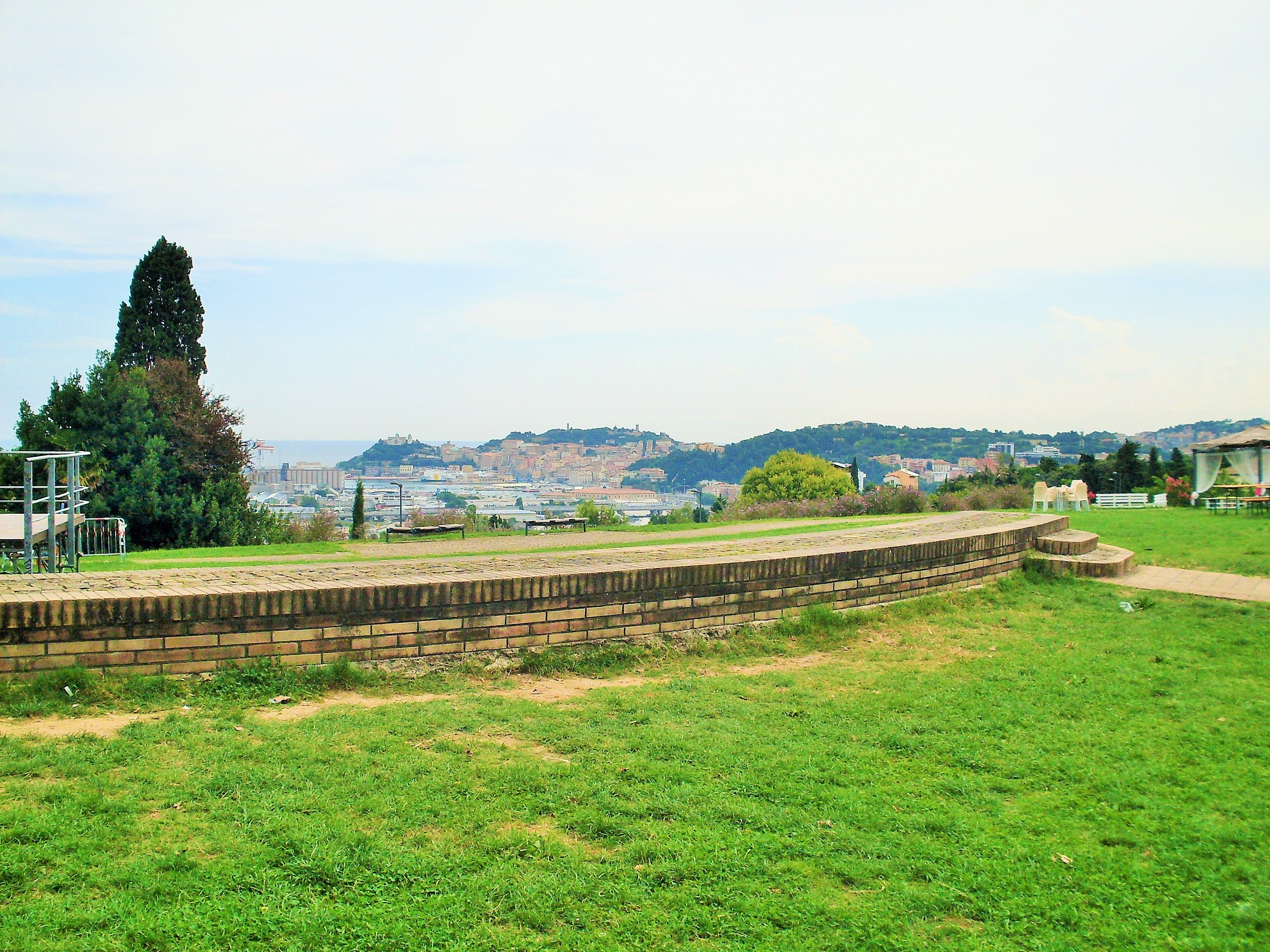
vista Duomo
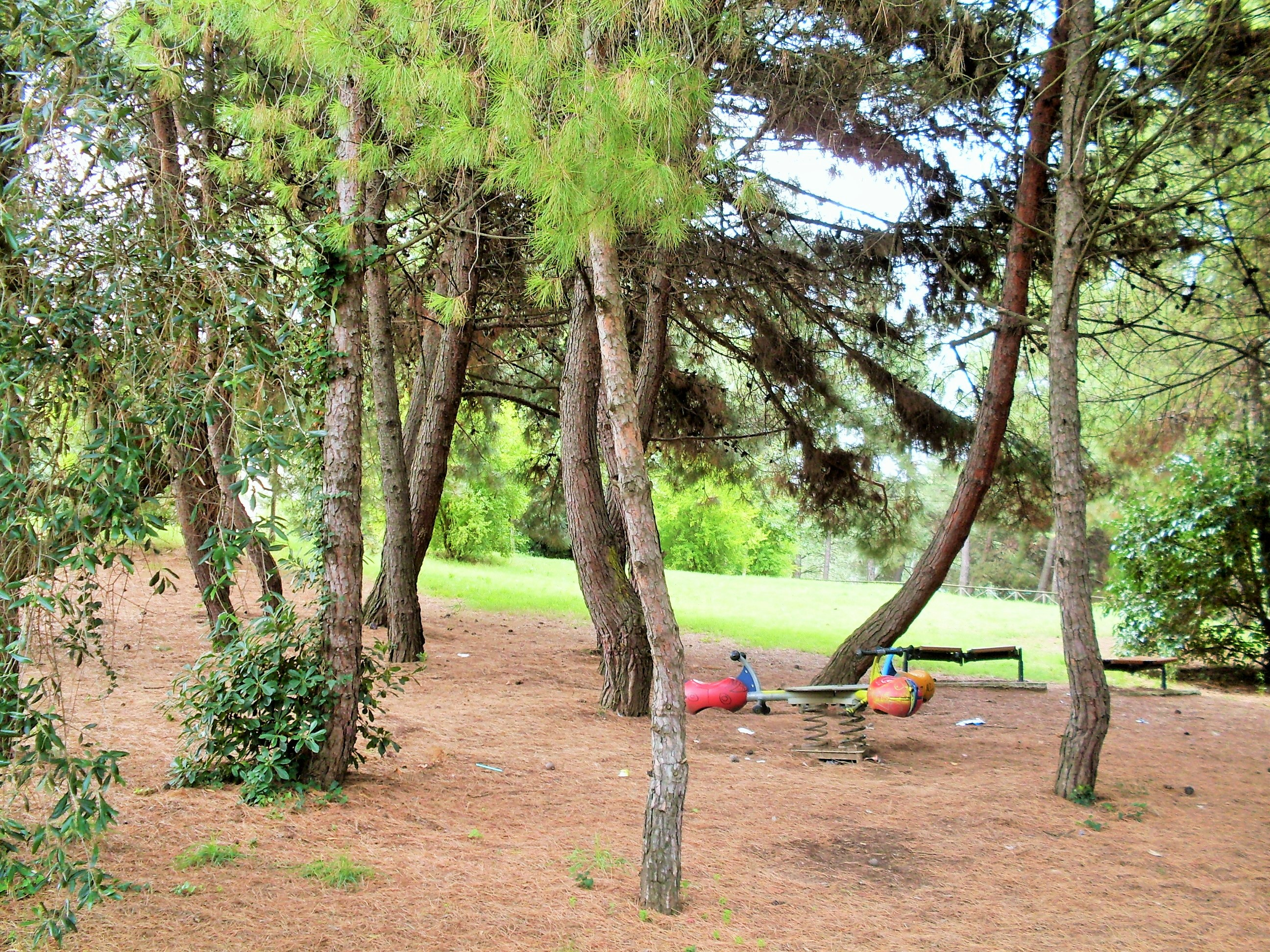
alberi
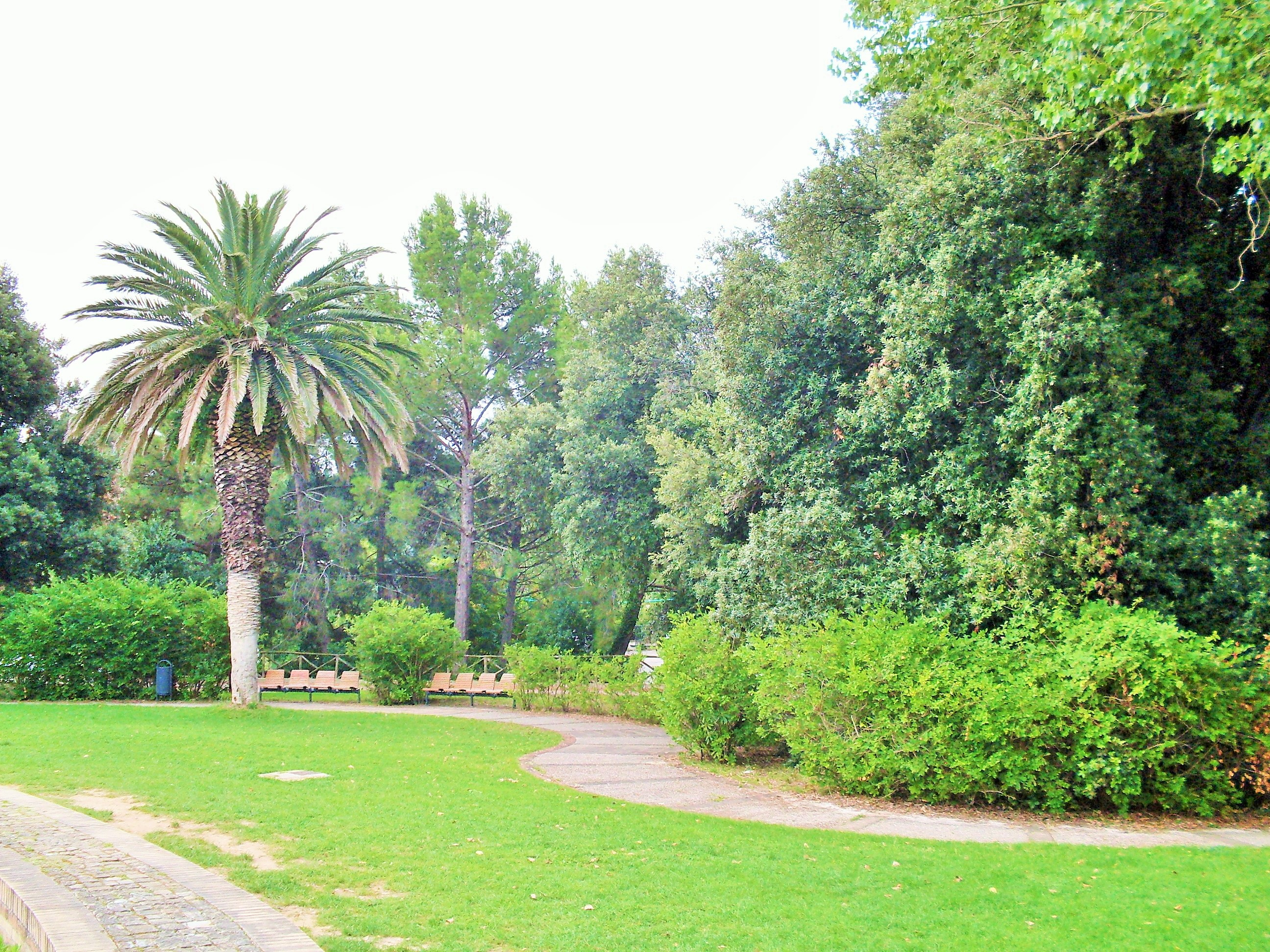
palma
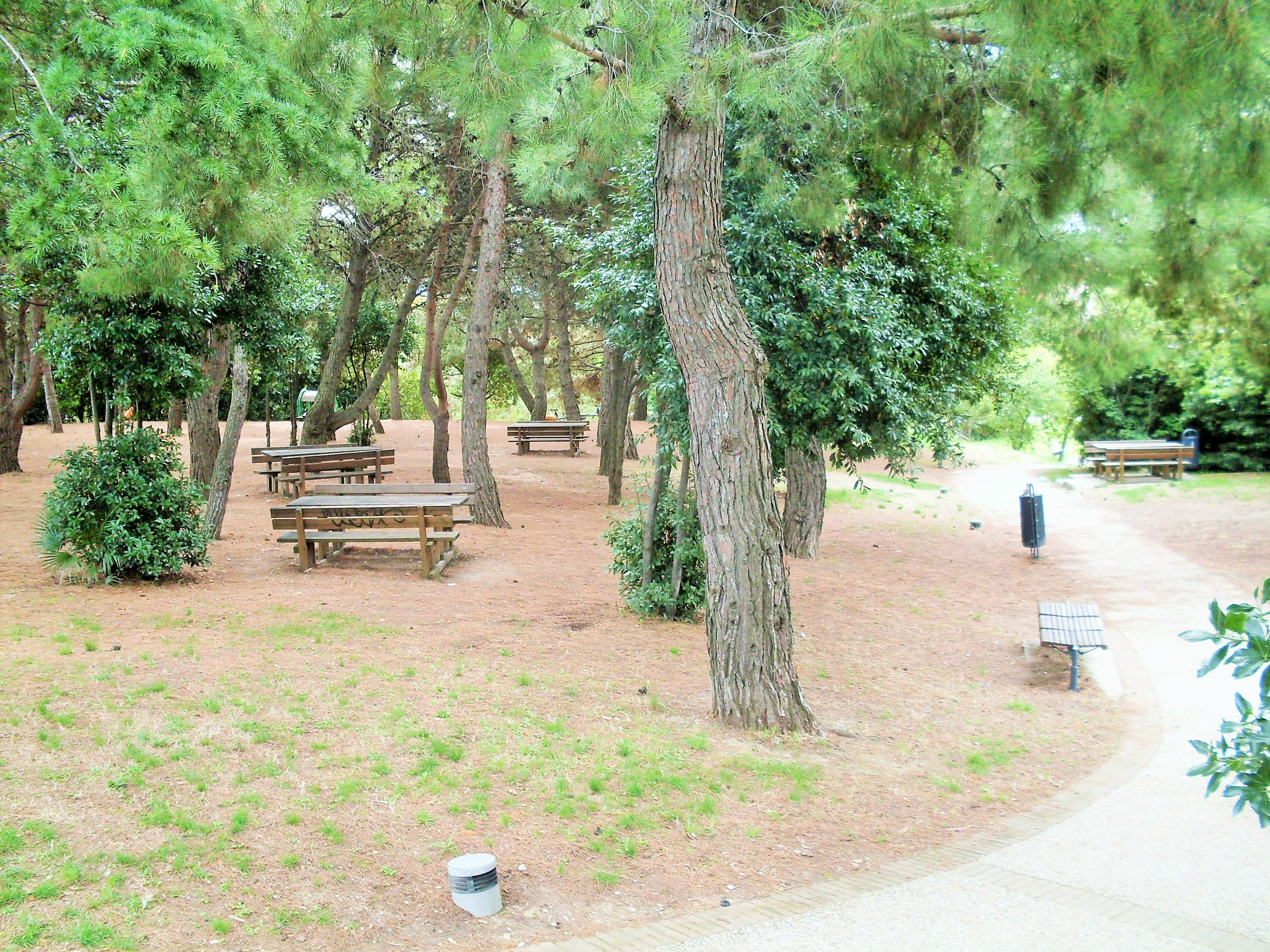
angolo tra gli alberi

## Galleria d'immagini parco Fiorani

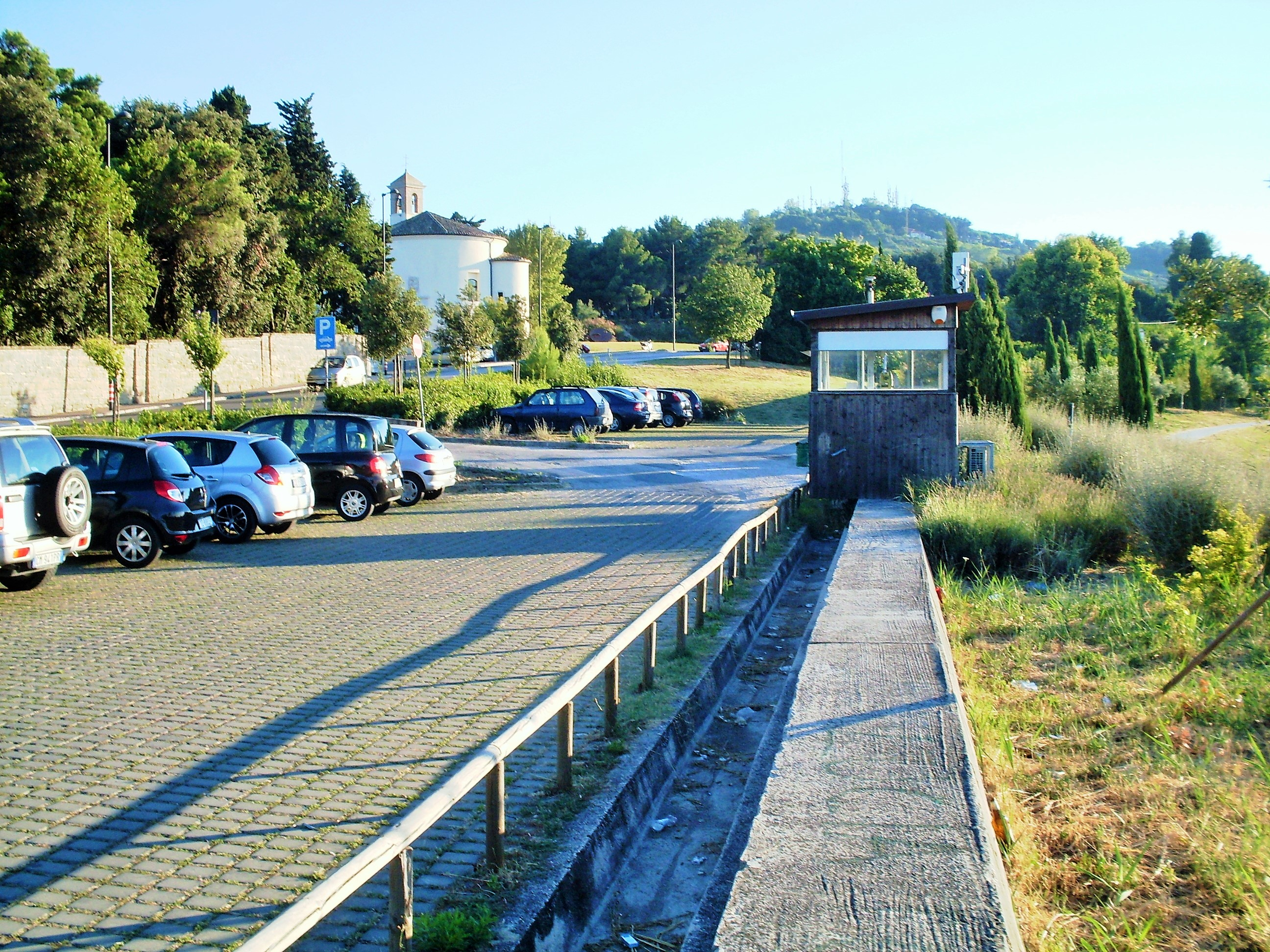
Parco Fiorani parcheggio ingresso
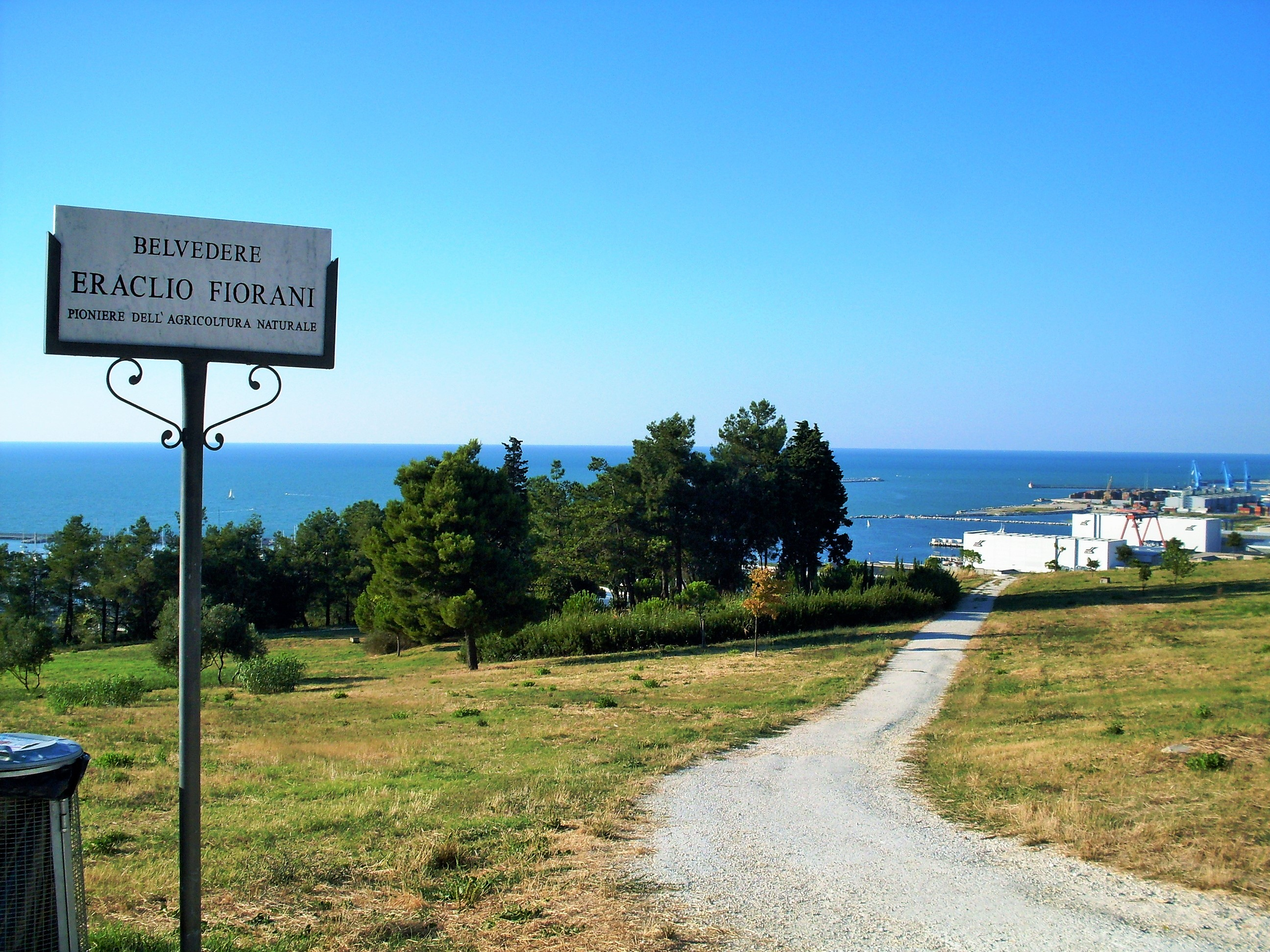
Parco Fiorani targa
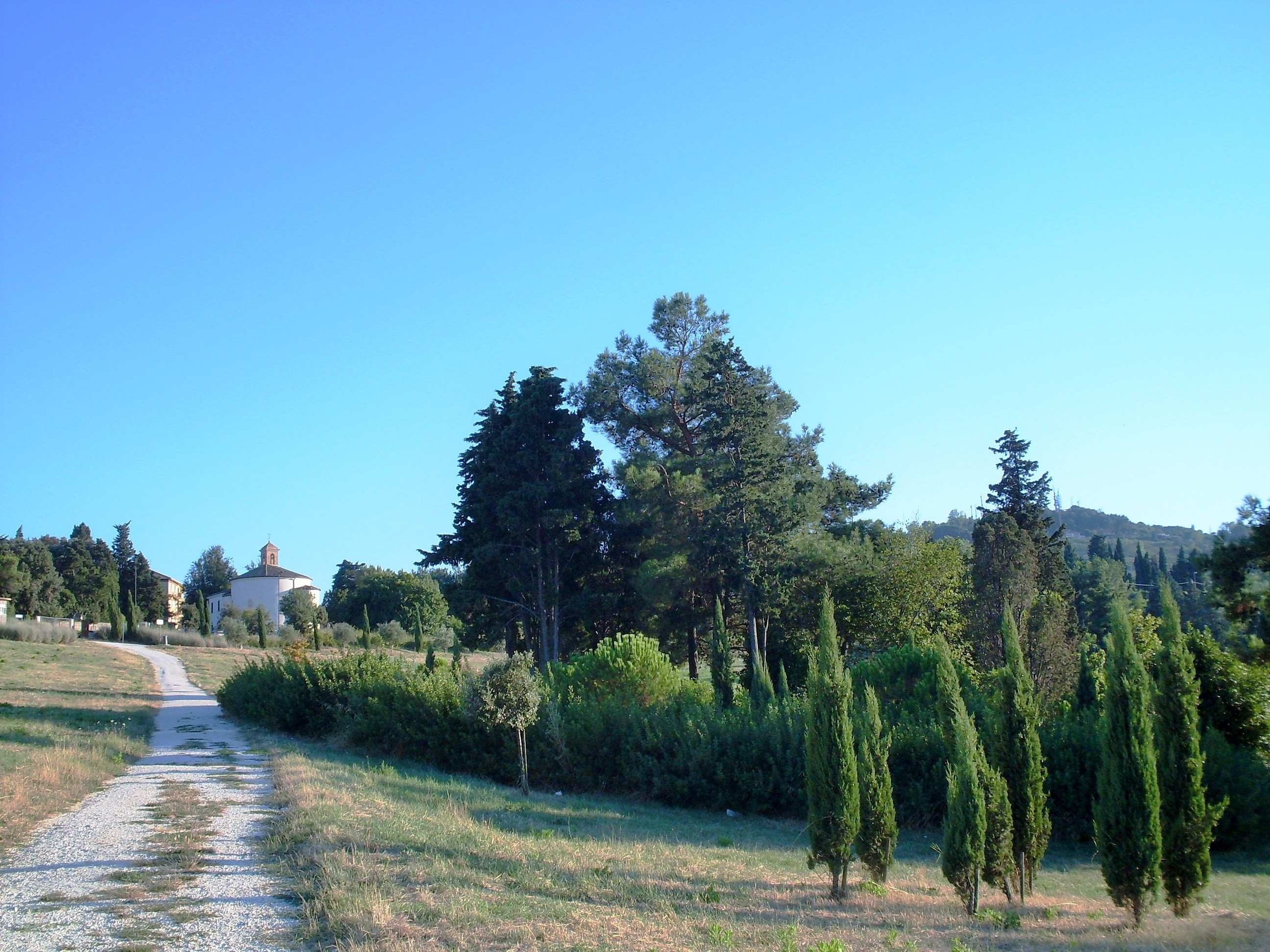
Parco Fiorani alberi
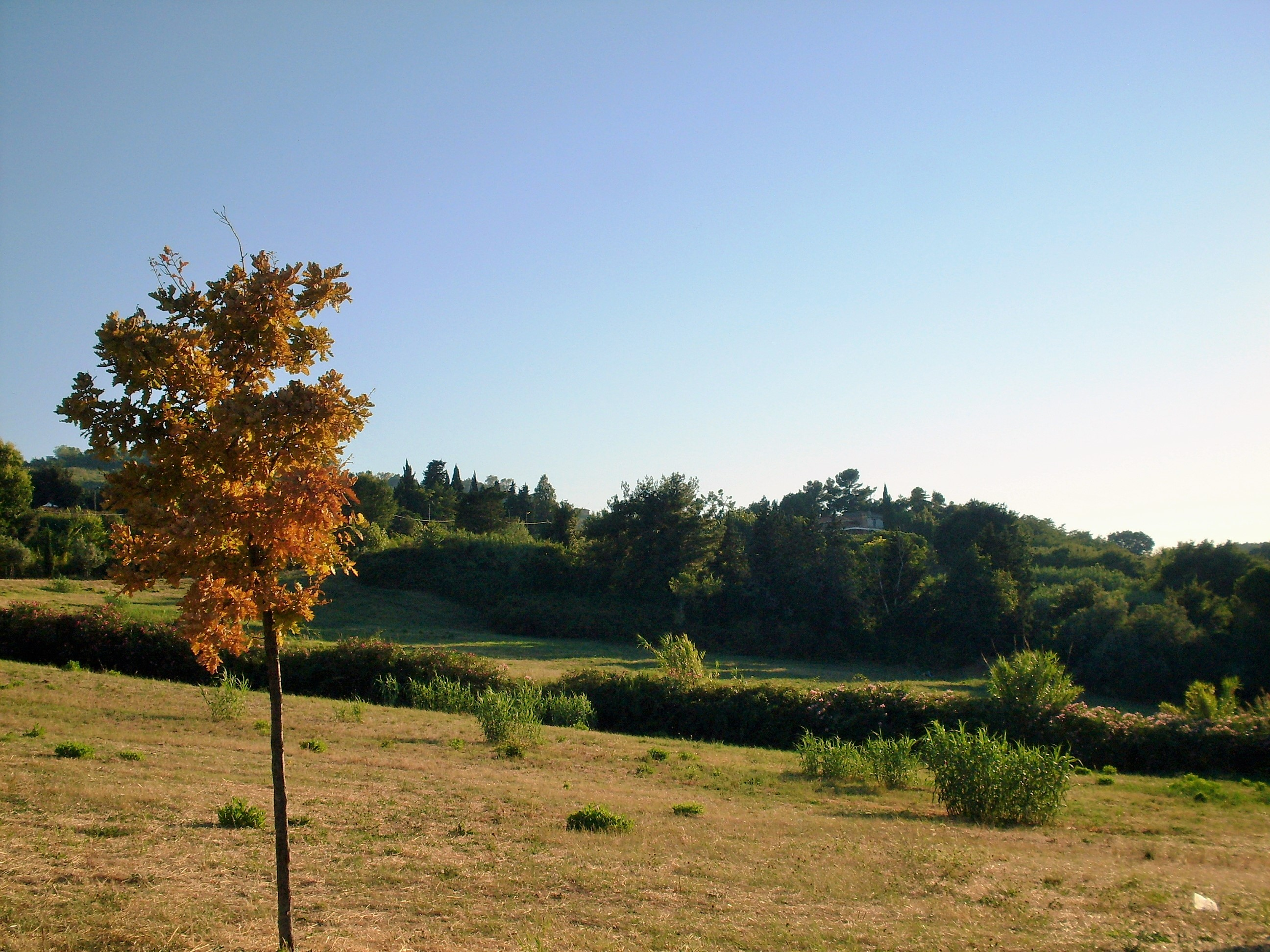
Parco Fiorani spazi aperti
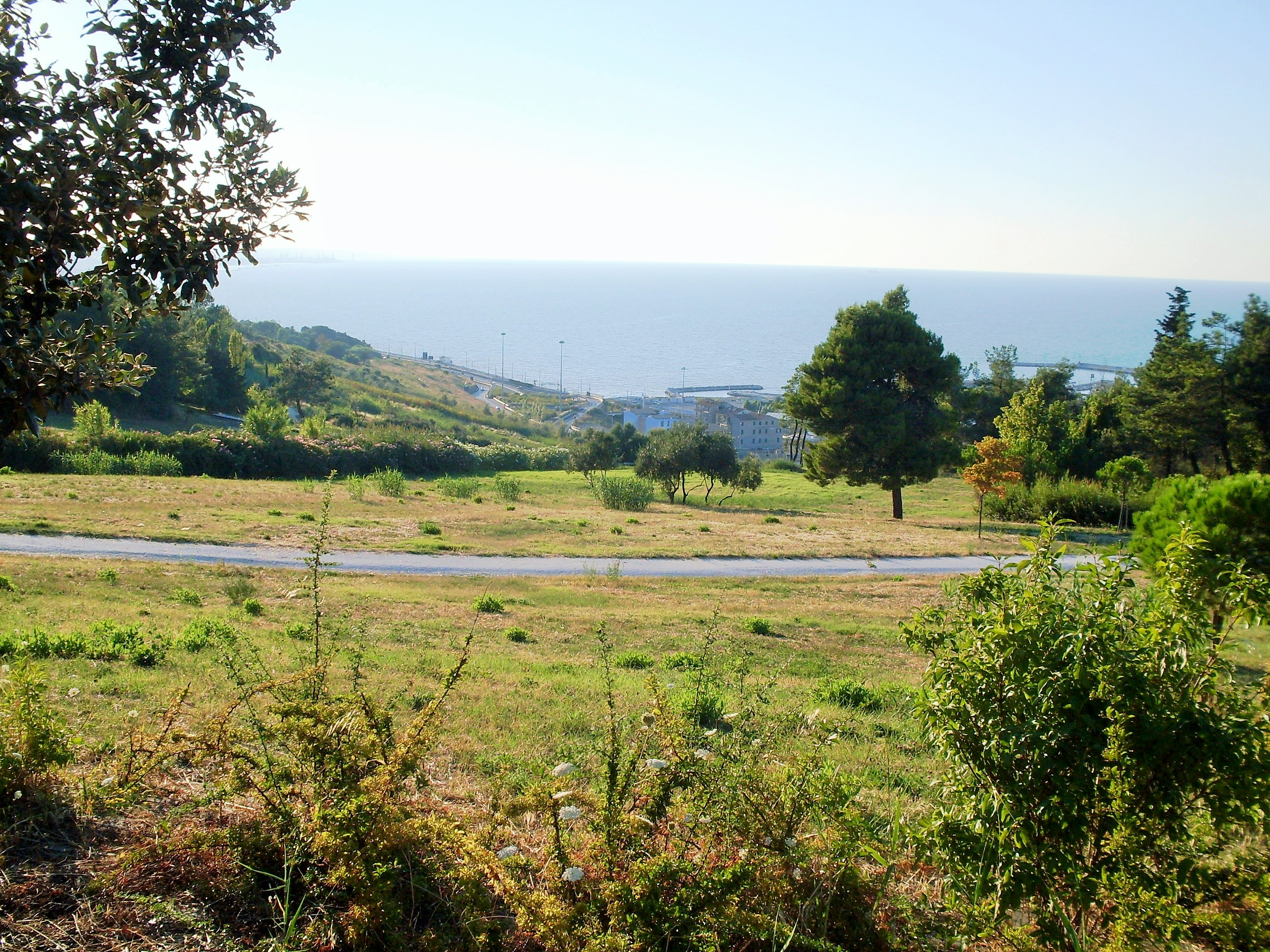
Parco Fiorani veduta mare
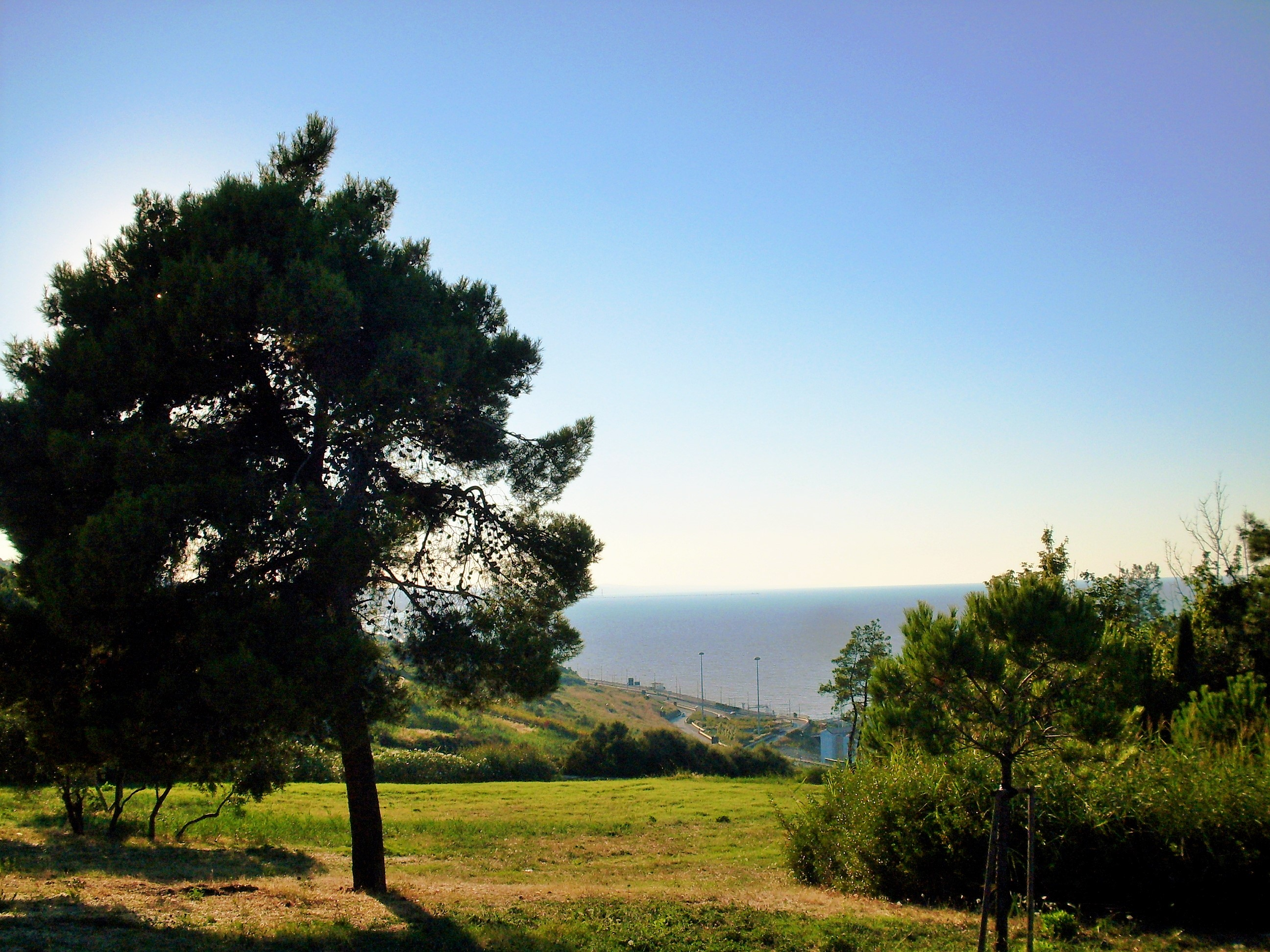
Parco Fiorani verde
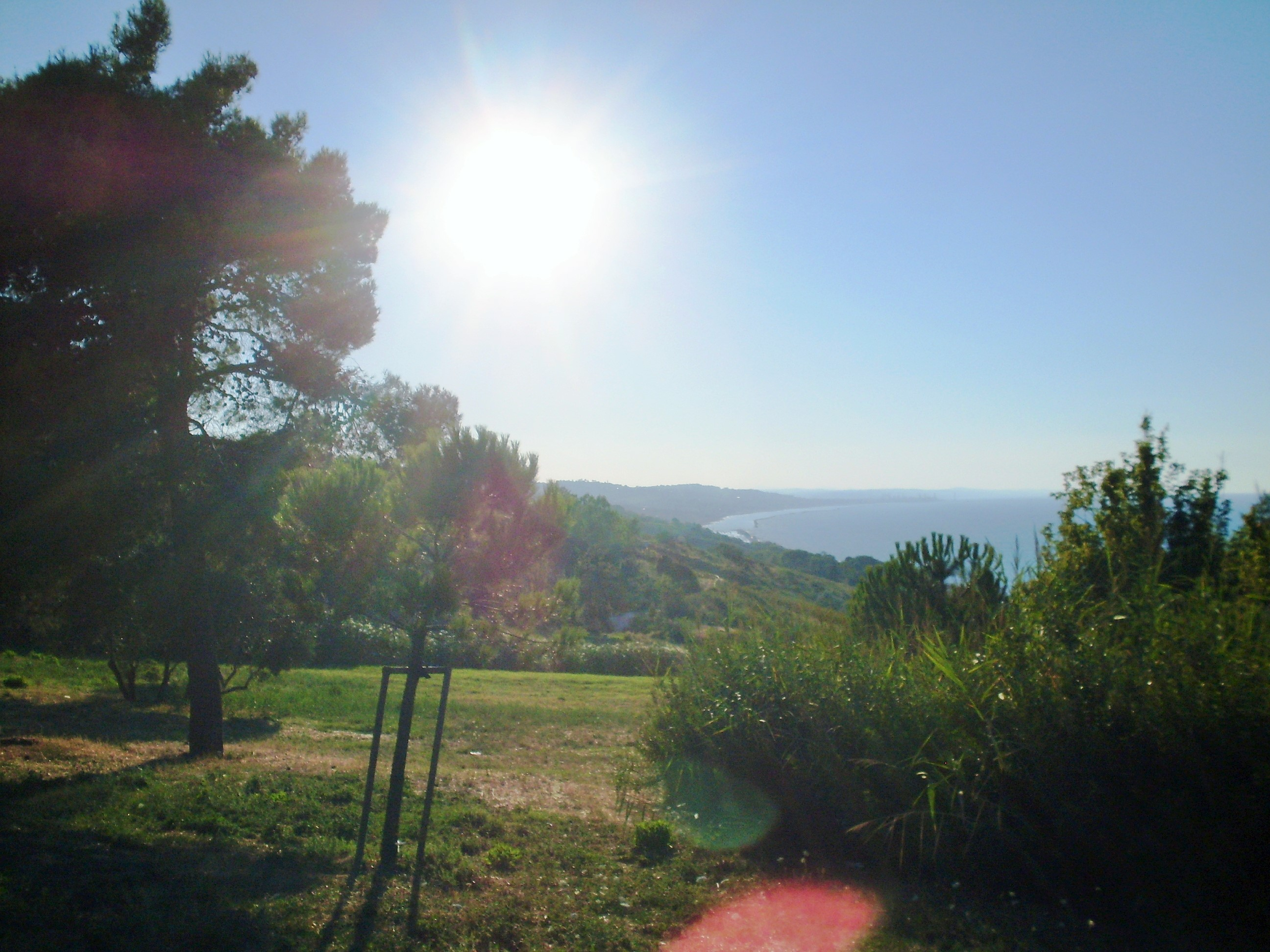
Parco Fiorani vista nord
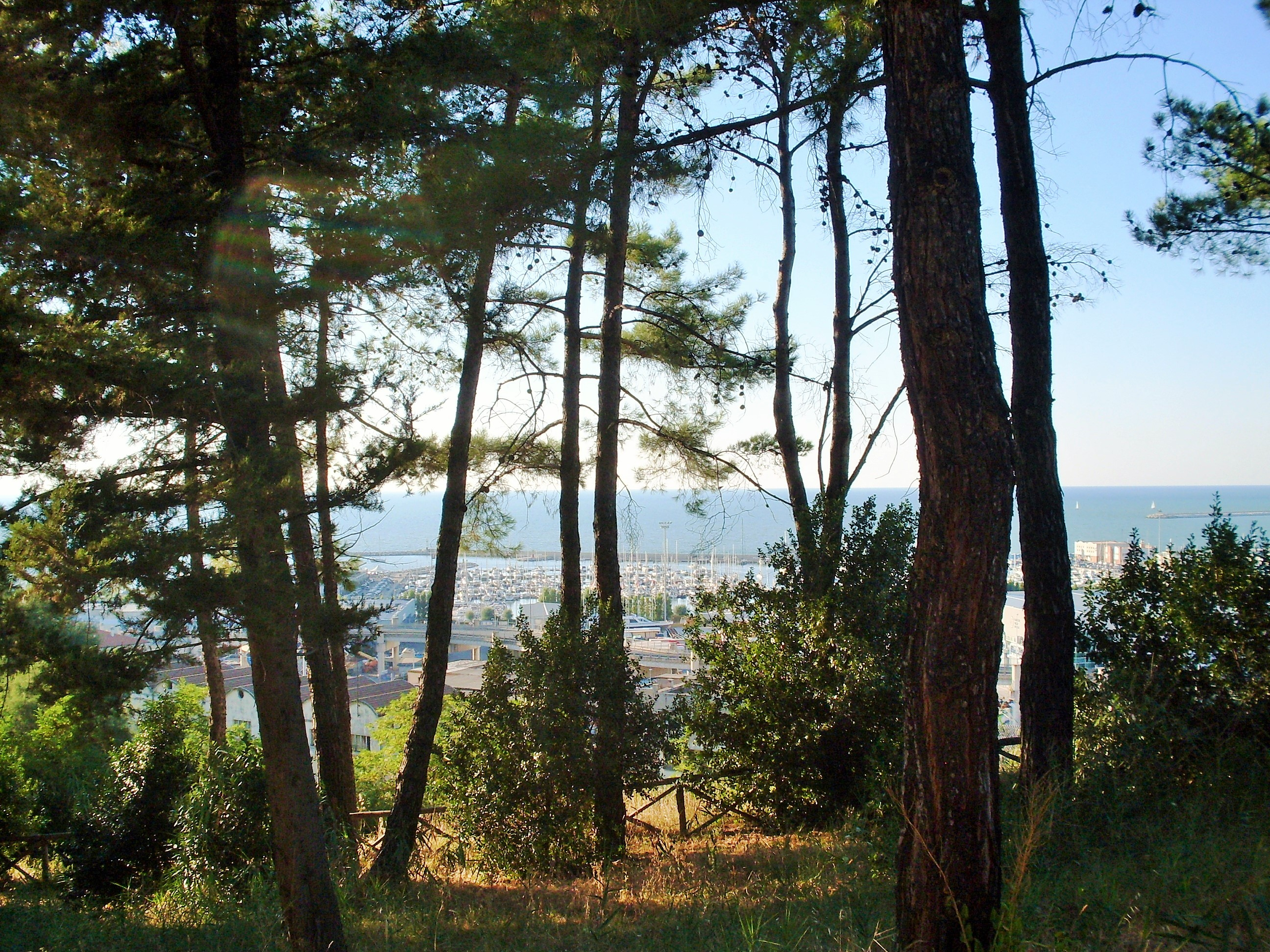
Parco Fiorani vista su porto turistico